# الحكومة المحلية في نيوزيلندا

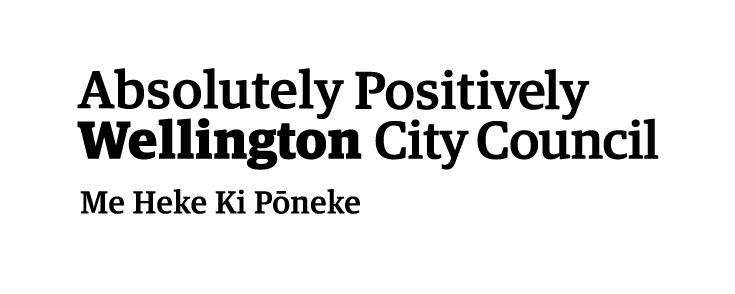
نسخة عام 2014 من شعار مجلس مدينة ويلينغتون، بعد ما قد يسميه البعض إعادة تصميم مطولة ومثيرة للجدل.

لدى نيوزيلندا نظام حكم وحدوي تحدد فيه سلطة الحكومة المركزية الكيانات دون الوطنية. ليس للحكومة المحلية في نيوزيلندا سوى السلطات التي خولها إياها برلمان نيوزيلندا.
كما هو محدد في قانون الحكم المحلي لعام 2002، فإن الغرض من الحكومة المحلية هو:
- تمكين المجتمعات المحلية من اتخاذ القرارات والعمل الديمقراطي على الصعيد المحلي.
- تلبية الاحتياجات الحالية والمستقبلية للمجتمعات المحلية من بنية تحتية محلية جيدة وخدمات عامة محلية وأداء وظائف تنظيمية بطريقة تحقق أقصى فعالية من حيث التكلفة للأسر المعيشية والأعمال التجارية.[2]

اعتبارًا من عام 2017، تغطي 78 سلطة محلية (مناطق ومدن ومقاطعات) جميع مناطق نيوزيلندا.

## نبذة تاريخية
لا يملك نموذج الحكم المحلي الذي بدأ العمل به بعد أن أصبحت نيوزيلندا مستعمرة بريطانية في عام 1840 أي شيء مشترك مع النظام القبلي الذي مارسه الماوريون. أنشأ قانون دستور نيوزيلندا لعام 1852، وهو قانون برلماني بريطاني، ست مقاطعات في نيوزيلندا- مقاطعة أوكلاند، ونيوبليموث (التي أُعيد تسميتها في ما بعد تاراناكي)، وويلينغتون، ونيلسون، وكانتربري، وأوتاغو- على أساس المستوطنات الأصلية الست المخططة في ما قبل. تمتعت هذه المقاطعات بالاستقلال الذاتي إلى حد كبير، وكان لكل منها مجلس منتخب ومسؤول رئيسي منتخب يُدعى المشرف. سمح قانون المقاطعات الجديد لعام 1858 بإنشاء مقاطعات هوك باي، ومارلبورو، وساوثلاند (التي أُلغيت عام 1870)، وويستلاند، والتي أُنشئت بين عامي 1858 و1873.
سمح القانون الدستوري أيضًا بإنشاء هيئات بلدية أو حكومات محلية داخل المقاطعات. يمكن أن تُلغي المؤسسات البلدية من قبل المقاطعة التي توجد فيها. كان مجلس مدينة ويلنغتون، من أوائل الهيئات البلدية التي أُنشئت في عام 1870.
أُلغيت المقاطعات في عام 1876 حتى يمكن إضفاء الطابع المركزي على الحكومة لأسباب مالية. كانت مجالس المقاطعات تعتمد على الحكومة المركزية في ما يتعلق بالإيرادات، وواجهت جميع المجالس باستثناء أوتاغو وكانتربري صعوبات مالية عند إلغائها. منذ ذلك الحين، أصبح البرلمان المصدر الأوحد والأعلى للسلطة- فالسلطات المحلية ينشئها البرلمان ويمكن أن يلغيها. تُذكر أسماء المقاطعات في العطلات العامة الإقليمية وفي المنافسات الرياضية.
منذ عام 1876 فصاعدًا، وزعت السلطات المحلية مهام متفاوتة وفقًا للترتيب المحلي. أُنشئ نظام من المقاطعات مماثل لأنظمة البلدان الأخرى، ولم يطرأ عليه تغيير يذكر (باستثناء الاندماجات وغيرها من تعديلات الحدود المحلية) حتى عام 1989. في إصلاحات عام 1989، أعادت الحكومة المركزية تنظيم الحكم المحلي بالكامل، فقامت بتنفيذ الهيكل الحالي المؤلف من مستويين للمناطق والسلطات الإقليمية المشكّلة بموجب قانون الحكم المحلي لعام 2002. حل قانون إدارة الموارد لعام 1991 محل قانون تخطيط المدن والقرى باعتباره التشريع التخطيطي الرئيسي للحكومة المحلية.
مجلس أوكلاند هو أحدث سلطة محلية. جرى إنشاؤه في 1 نوفمبر 2010، وهو يجمع بين وظائف المجلس الإقليمي القائم ومجالس المدن والمقاطعات السبعة السابقة في «مدينة كبرى» واحدة. يصل عدد السلطات الموحدة في نيوزيلندا إلى خمس سلطات.